# Территория Папуа — Новая Гвинея
Территория Папуа — Новая Гвинея (англ. Territory of Papua and New Guinea) — подопечная территория ООН, образованная в 1949 году путём административного объединения австралийской колонии Территория Папуа и австралийской колонии Территория Новая Гвинея. В 1949—1971/72 годах носила название Территория Папуа и Новой Гвинеи. В 1951 году учреждён Законодательный совет, в 1963 — Законодательное собрание (первое заседание — 8 июня 1964 года). С 1973 года введено полноценное внутреннее самоуправление. С 1975 года — независимое государство Папуа — Новая Гвинея.